# Missa solemnis
Missa solemnis es la denominación en latín para la misa solemne. Se trata de una misa en la que se cantan todas las partes excepto las lecturas (es decir, la Epístola y el Evangelio), ya sea en canto llano o en polifonía. Estos arreglos musicales para el ordinario de la misa son festivamente anotados en partituras y representan el texto latino ampliamente, a diferencia de la Missa brevis que es más modesta. En francés el género recibe el nombre de Messe solennelle. Estos términos se empezaron a utilizar durante el periodo clásico.

## Ejemplos
Al emplear la denominación Missa solemnis sin hacer referencia a un compositor concreto, generalmente está implícita la Missa solemnis de Beethoven. Algunas de las más grandes composiciones del género presentan denominaciones únicas distintas de Missa solemnis. Por ejemplo, la Misa en si menor de Bach y la Gran misa en do menor de Mozart. Otras piezas son arreglos solemnes en proporción y partitura pero no se denominan Missa solemnis, por ejemplo varios arreglos tardíos de Haydn y Schubert, así como tres arreglos de Anton Bruckner.
Ejemplos de misas solemnes escritas por compositores célebres:
- Luigi Cherubini: Messa solenne "Per il Principe Esterházy" (1811).
- Carl Maria von Weber: Missa solemnis n.º 1 2 "Messe du Freischutz" (1818–1819).
- Ludwig van Beethoven: Missa solemnis en re mayor (1823).
- Hector Berlioz: Messe solennelle (1824).
- Anton Bruckner: Missa solemnis en si bemol menor (1854).
- Franz Liszt: Missa solennis zur Einweihung der Basilika in Gran (Gran Mass) (primera versión 1855, segunda versión 1857–1858).
- Wolfgang Amadeus Mozart: Missa solemnis en do menor n.º 4 K. 139 "Waisenhausmesse" o "Misa del orfanato".
- Wolfgang Amadeus Mozart: Missa solemnis en do mayor K. 337.
- Gioachino Rossini: Petite messe solennelle (1863).

Entre otros compositores que escribieron obras tituladas Missa solemnis se incluyen: France Ačko (1941), Hendrik Andriessen (1946), Marco Betta, František Brixi, Antonio Buonomo (1983), Alfredo Casella (1944), Paul Creston, Georg Druschetzky (1804), Bohumil Fidler (1901), Joseph-Hector Fiocco, Konstanty Gorski, Michael Haydn (1772), Václav Emanuel Horák, Sigurd Islandsmoen (1954), Friedrich Kiel, Karel Blažej Kopřiva, Jean Langlais, Josef Lammerz (1990), Colin Mawby, Boleslaw Ocias, Antonio Sacchini, Johann Nepomuk Schelble, Wolfgang Seifen, Johann Baptist Wanhal (1778), Louis Vierne y Bedřich Antonín Wiedermann (1848).
Entre los arreglos de misas festivas en otros idiomas se encuentra la Misa de Navidad Checa de Jan Jakub Ryba.
Ejemplos de misas que son solemnes, pero no tienen la denominación «Missa solemnis»:
- Johann Sebastian Bach: Misa en si menor (1733/1749)
- Anton Bruckner: Misa en re menor (1864/1876/1881)
- Anton Bruckner: Misa en mi menor (1866/1869/1876/1882)
- Anton Bruckner: Misa en fa menor (1868/1872/1876/1877/1881/1883/1893)
- Franz Joseph Haydn: Missa in tempore belli (Misa en tiempo de guerra) en do mayor (1796)
- Wolfgang Amadeus Mozart: Gran misa en do menor (1782/1783)
- Franz Schubert: Misa n.º 1, Misa n.º 4, Misa n.º 5, Misa n.º 6.